# (292) Людовика
(292) Людовика (лат. Ludovica) — типичный астероид главного пояса, который был открыт 25 апреля 1890 года австрийским астрономом Иоганном Пализой в Венской обсерватории. Происхождение названия неизвестно.
- Орбита астероида Людовика и его положение в Солнечной системе